# Caulophryne
Caulophryne es un género de peces abisales de la familia Caulophrynidae.

## Descripción
Presentan un alto grado de dimorfismo sexual, similar al de otros rapes. Las hembras tienen cuerpos cortos y redondos con bocas grandes. La mandíbula inferior se extiende más allá de la base de la aleta pectoral. Los dientes de las mandíbulas son delgados, curvados hacia atrás y depresibles. Cuentan con aletas dorsal y anal muy alargadas, con radios blandos que se asemejan a largos hilos. La aleta caudal tiene ocho radios. Carecen de aletas pélvicas. Las células sensoriales del sistema de la línea lateral se encuentran en las puntas de los radios filamentosos de las aletas dorsal y anal. Presentan una esca simple, o señuelo, que carece de bulbo, pero que puede tener filamentos o apéndices. La piel está desnuda y no presentan espinas dérmicas. Los machos son mucho más pequeños que las hembras y tienen cuerpos más alargados. Tienen ojos y fosas nasales grandes, con receptores olfativos de gran tamaño. No tienen dientes en las mandíbulas, aunque hay estructuras similares a dientes en los huesos de la mandíbula que se utilizan para unirse a la hembra más grande. El macho no tiene aletas dorsal y anal alargadas, pero sí aletas pectorales grandes. Los juveniles tienen aletas pélvicas que pierden durante la metamorfosis en adultos, aunque conservan los huesos pélvicos relictos. Este género se diferencia de Robia en su illicium notablemente más corto, que mide aproximadamente 130 mm (5,1 pulgadas), a diferencia de los 270 mm (11 pulgadas) de Robia. Los dos géneros también difieren en el número y la longitud de los radios de las aletas dorsal y anal; Caulophryne posee entre 14 y 22 radios en la aleta dorsal, siendo el más largo el 70% de la longitud estándar del pez; en la aleta anal hay entre 12 y 19 radios, siendo el más largo el 60% de la longitud estándar. En Robia hay 6 radios en la aleta dorsal, siendo el más largo el 65% de la longitud estándar, y 5 radios en la aleta anal, siendo el más largo el 40% de la longitud estándar. La especie más grande del género es C. polynema con una longitud total máxima publicada de 21 cm (8,3 pulgadas).

## Biología
Los peces Caulophryne son depredadores de otros peces. Se reproducen mediante huevos pelágicos, de los cuales eclosionan larvas pelágicas. Las larvas, cortas y redondeadas, presentan piel hinchada y aletas pectorales y pélvicas bien desarrolladas; estas últimas se pierden durante la metamorfosis. Tanto los machos como las hembras larvales poseen un illicium básico. La metamorfosis comienza cuando cuentan con una longitud estándar de 8-10 mm (0,31 a 0,39 pulgadas). Los ojos grandes y bien desarrollados y el aparato olfativo de los machos metamorfoseados se utilizan para detectar y localizar una sustancia química específica de la especie, liberada por la hembra, para atraer a los machos. Cuando el macho encuentra a una hembra, la muerde y el tejido y el sistema circulatorio de la pareja se fusionan, convirtiéndose en un parásito sexual de la hembra y alimentándose de ella mediante la sangre compartida. Durante el resto de su vida, permanece unido a la hembra y fecunda sus huevos. Una pareja de C. jordani fue observada in situ por un sumergible acuático de la fundación Rebikoff-Niggeler en 2018, siendo la primera vez que este género se observaba con vida. Se observó que los radios extendidos de las aletas se extendían alrededor de la hembra, cada uno controlado independientemente por músculos, y se localizaban mediante bioluminiscencia. Se cree que estos filamentos cumplen una función similar a la de los bigotes de un gato, actuando como una «red de antenas sensoriales, una especie de esfera táctil alrededor del pez», lo que permitiría a la hembra detectar presas cercanas. Se especula que la bioluminiscencia de los radios imita la de un organismo más grande o desagradable, como una medusa con tentáculos urticantes. Alternativamente, podrían complementar el ilicium para atraer a las presas.